# Усть-Большерецкий район
Усть-Большере́цкий райо́н — административно-территориальная единица и муниципальное образование (муниципальный район) в составе Камчатского края России.
Административный центр — село Усть-Большерецк.

## География

### Памятники природы
- озеро Опалинское[3]
- Белые водопады

## Население
| 1939   | 2002    | 2009  | 2010  | 2011  | 2012  |
| ------ | ------- | ----- | ----- | ----- | ----- |
| 24 121 | ↘10 347 | ↘9517 | ↘8331 | ↘8290 | ↘8194 |
| 2013   | 2014    | 2015  | 2016  | 2017  | 2018  |
| ↘8096  | ↘7993   | ↘7944 | ↘7572 | ↘7413 | ↘7371 |
| 2019   | 2020    | 2021  | 2023  |       |       |
| ↘7268  | ↘7256   | ↘6301 | ↘6185 |       |       |

По данным Всероссийской переписи населения 2021 года национальный состав был следующим:
| Народ     | Численность, чел. |  |
| --------- | ----------------- |  |
| русские   | 5 600 ▼           |  |
| украинцы  | 163 ▼             |  |
| коряки    | 37 ▼              |  |
| ительмены | 29 ▲              |  |
| даргинцы  | 26 ▲              |  |
| другие    | 205 ▲             |  |
| всего     | 6 301 ▼           |  |

## Административное деление
В Усть-Большерецкий муниципальный район входят 6 муниципальных образований, в том числе 2 городских и 4 сельских поселения, а также межселенная территория без статуса муниципального образования:
| №        | Муниципальное образование            | Административный центр | Количество населённых пунктов | Население    | Площадь, км2 |
| -------- | ------------------------------------ | ---------------------- | ----------------------------- | ------------ | ------------ |
| 1        | Озерновское городское поселение      | посёлок Озерновский    | 1                             | ↘1587 (2023) | 13,15        |
| 2        | Октябрьское городское поселение      | посёлок Октябрьский    | 1                             | ↘1225 (2023) | 1,05         |
| 3        | Апачинское сельское поселение        | село Апача             | 1                             | ↘645 (2023)  | 11,03        |
| 4        | Запорожское сельское поселение       | село Запорожье         | 1                             | ↘650 (2023)  | 27,80        |
| 5        | Кавалерское сельское поселение       | село Кавалерское       | 2                             | ↘584 (2023)  | 7,27         |
| 6        | Усть-Большерецкое сельское поселение | село Усть-Большерецк   | 1                             | ↘1450 (2023) | 20,09        |
| 6.000001 | Межселенная территория               |                        | 2                             |              |              |

### Упразднённые сельсоветы
Упразднённые сельсоветы
- Кихчикский поссовет  — упразднён 	Решением областного исполнительного комитета от 25.08.1961 г. №469
- Кихчикский сельсовет  — упразднён 	 Решением областного исполнительного комитета от 28.08.1972 г. №462
- Ленинский сельсовет  — упразднён 	 Решением областного исполнительного комитета от 09.10.1956 г. №318
- Митогинский рабочий поселок — упразднён 	 Решением областного исполнительного комитета от 16.10.1960 г. №551
- Опалинский сельсовет  — упразднён 	  Решением областного исполнительного комитета от 28.08.1972 г. №655

## Населённые пункты
В Усть-Большерецком районе 9 населённых пунктов.
| № | Населённый пункт | Тип     | Население    | Муниципальное образование            |
| - | ---------------- | ------- | ------------ | ------------------------------------ |
| 1 | Апача            | село    | ↘645 (2023)  | Апачинское сельское поселение        |
| 2 | Запорожье        | село    | ↘650 (2023)  | Запорожское сельское поселение       |
| 3 | Кавалерское      | село    | ↘717 (2020)  | Кавалерское сельское поселение       |
| 4 | Карымай          | село    | ↘61 (2020)   | Кавалерское сельское поселение       |
| 5 | Озерновский      | посёлок | ↘1587 (2023) | Озерновское городское поселение      |
| 6 | Октябрьский      | посёлок | ↘1225 (2023) | Октябрьское городское поселение      |
| 7 | Паужетка         | посёлок | ↗78 (2020)   | межселенная территория               |
| 8 | Усть-Большерецк  | село    | ↘1450 (2023) | Усть-Большерецкое сельское поселение |
| 9 | Шумный           | посёлок | →23 (2020)   | межселенная территория               |

Исчезнувшие населённые пункты
| Населённый пункт   | дата упразднения |
| ------------------ | ---------------- |
| п. Ближний         | 12.05.1972 г.    |
| п. Большерецк      | 17.12.2004 г.    |
| п. Восточный       | 14.08.1964 г.    |
| с. Заводское       | 10.04.1968 г.    |
| с. Зуйково         | 25.11.1977 г.    |
| с. Кавалерское     | 10.04.1968 г.    |
| п. Мухинский       | 14.08.1964 г.    |
| с. Начилово        | 17.12.2004 г.    |
| с. Опала           | 23.03.1968 г.    |
| п. Первореченский  | 14.08.1964 г.    |
| п. Приморский      | 12.05.1972 г.    |
| п. Речной          | 23.08.1968 г.    |
| п. Рыбозавод ТИНРО | 25.11.1977 г.    |
| п. Тёплый          | 21.02.2006 г.    |
| п. Третья Речка    | 18.12.1957 г.    |
| с. Утка            | 18.12.1957 г.    |

## История
Административно-территориальная единица «Усть-Большерецкий район» была образована 1 апреля 1926 года из бывших Соболевской и Большерецкой волостей.
В 2003 году подписан договор о шефстве над подводной лодкой Тихоокеанского флота Б-494, получившей имя «Усть-Большерецк».
До 1 июля 2007 года район находился в составе Камчатской области.

## Экономика
В экономике Усть-Большерецкого района преобладает рыбная отрасль по добыче лососёвых пород рыб, небольшую часть кроме того занимает туризм.
Действуют Толмачевские ГЭС, вырабатывающие 161,1 млн кВт·ч дефицитной для региона электроэнергии в год. Паужетская ГеоЭС, вырабатывающая около 60 млн кВт·ч электроэнергии.
Значительны ресурсы Нижне-Кошелевских и Верхне-Кошелевских парогидротерм.